# Samuel Marochitanus
Samuel Marochitanus (fl. 1085) è stato uno scrittore marocchino.
Ebreo, si convertì al cristianesimo e visse a Fez, in Marocco.

## Opere
- Epistola contra Iudaeorum errores, Firenze, Niccolò di Lorenzo, 1479.